# Lavoriškės
Lavoriškės (ryska: Лаваришкес) är en ort i Litauen. Den ligger i den sydöstra delen av landet, 23 km öster om huvudstaden Vilnius. Lavoriškės ligger 156 meter över havet och antalet invånare är 585.
Terrängen runt Lavoriškės är platt. Runt Lavoriškės är det ganska glesbefolkat, med 43 invånare per kvadratkilometer. Närmaste större samhälle är Nemenčinė, 19,0 km nordväst om Lavoriškės. I omgivningarna runt Lavoriškės växer i huvudsak blandskog.